# جورج أغيلار
جورج أغيلار (بالفرنسية: George Aguilar)‏ هو ممثل فرنسي وأمريكي، ولد في 1952 في الولايات المتحدة.

## أعمال

### أفلام
- (1987) مقهى بغداد

## وصلات خارجية
- جورج أغيلار على موقع IMDb (الإنجليزية)
- جورج أغيلار على موقع ألو سيني (الفرنسية)
- جورج أغيلار على موقع أول موفي (الإنجليزية)
- جورج أغيلار على موقع قاعدة بيانات الأفلام السويدية (السويدية)
- جورج أغيلار على موقع قاعدة بيانات الفيلم (الإنجليزية)
- جورج أغيلار على موقع كينوبويسك (الروسية)